# Thüringer HC

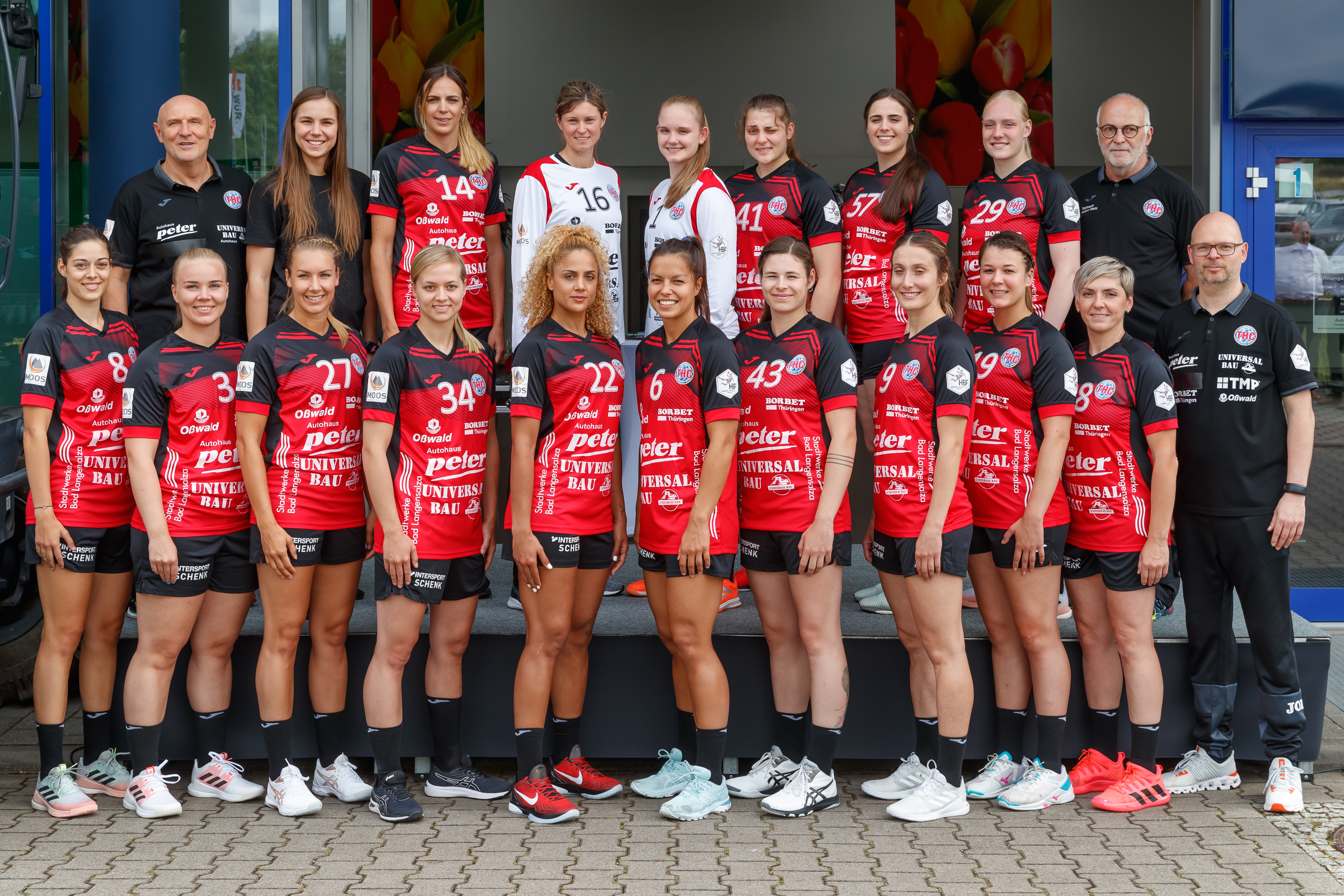
Echipa din 2021

Thüringer Handball Club Erfurt-Bad Langensalza e. V este o echipă de handbal feminin din Erfurt și Bad Langensalza. Clubul are sediul în Erfurt și joacă meciurile de pe teren propriu în sala Salza-Halle din Bad Langensalza. Thüringer evoluează în Handball-Bundesliga Frauen, principala divizie de handbal feminin din Germania, și este campioana en-titre și deținătoarea Cupei Germaniei.

## Palmares
- Handball-Bundesliga Frauen:
  - Câștigătoare (3): 2011, 2012, 2013, 2014, 2015, 2016, 2018

- DHB-Pokal:
  - Câștigătoare (2): 2011, 2013, 2019

- Cupa Cupelor EHF:
  - Finalistă (1): 2009

### Rezultate începând din sezonul 2000/01
| Sezon   | Competiție         | Loc | J  | V  | E | Î  | GM:GP   | DG   | P     |
| ------- | ------------------ | --- | -- | -- | - | -- | ------- | ---- | ----- |
| 2000/01 | Regionalliga Mitte | 1   | 24 | 22 | 0 | 2  | 717:515 | 202  | 44:4  |
| 2001/02 | 2. Bundesliga Nord | 5   | 26 | 16 | 2 | 8  | 701:617 | 84   | 34:18 |
| 2002/03 | 2. Bundesliga Süd  | 6   | 26 | 14 | 2 | 10 | 792:702 | 90   | 30:22 |
| 2003/04 | 2. Bundesliga Süd  | 2   | 28 | 20 | 5 | 3  | 880:723 | 157  | 45:11 |
| 2004/05 | 2. Bundesliga Süd  | 4   | 26 | 19 | 2 | 5  | 799:653 | 146  | 40:12 |
| 2005/06 | Bundesliga         | 8   | 22 | 9  | 0 | 13 | 598:625 | -27  | 18:26 |
| 2006/07 | Bundesliga         | 6   | 22 | 10 | 1 | 11 | 613:649 | -36  | 21:23 |
| 2007/08 | Bundesliga         | 6   | 22 | 11 | 0 | 11 | 580:568 | 12   | 22:22 |
| 2008/09 | Bundesliga         | 11  | 22 | 7  | 2 | 13 | 572:598 | -26  | 16:28 |
| 2009/10 | Bundesliga         | 8   | 22 | 8  | 2 | 12 | 585:610 | -25  | 16:28 |
| 2010/11 | Bundesliga         | 1   | 22 | 19 | 1 | 2  | 674:544 | +130 | 39:5  |
| 2011/12 | Bundesliga         | 1   | 20 | 16 | 0 | 4  | 596:482 | +114 | 32:8  |
| 2012/13 | Bundesliga         | 1   | 22 | 18 | 1 | 3  | 694:504 | +190 | 37:7  |

|  | Promovare |

## Echipa

### Lotul de jucătoare
Actualizat la data de 12 august 2015
| Portari - 01 Jana Krause - 12 Dinah Eckerle Extreme - 02 Natalia Reșetnikova - 05 Sonja Frey - 28 Lýdia Jakubisová - 30 Svenja Huber Pivoți - 13 Meike Schmelzer - 14 Danick Snelder | Linia de 9 metri - 03 Anouk van de Wiel - 04 Beate Scheffknecht - 07 Eliza Buceschi - 18 Iveta Luzumová - 19 Katrin Engel - 22 Lotte Prak - 23 Marieke Blase - 31 Kerstin Wohlbold |

### Banca tehnică
- Antrenor principal: Herbert Müller
- Antrenor secund: Helfried Müller
- Medic: Holger Dietz
- Medic: Dirk Macher
- Fizioterapeut: Mario Röser
- Manager de echipă: Maik Schenk